# Ребиндер, Александр Алексеевич
Александр Алексеевич Ребиндер  (1826—1913) — генерал от инфантерии из рода Ребиндеров, владелец имения и промышленного хозяйства Шебекино.

## Биография
Сын Алексея Максимовича Ребиндера родился в Царском Селе 14 (26) февраля 1826 года. 
Воспитывался в Пажеском корпусе. Вступил в службу 10 августа 1844 года прапорщиком в лейб-гвардии Преображенский полк. 
Участвовал в Крымской войне и в польской кампании 1863—1864 годов. 
Назначенный в 1859 году в чине полковника флигель-адъютантом к Его Величеству, Ребиндер был назначен в 1861 году командиром лейб-гвардейского стрелкового Его Величества батальона. Спустя два года по производству в генерал-майоры с назначением в свиту Его Величества, был назначен состоять при Его Велико-герцогском Высочестве инспекторе стрелковых батальонов.
В 1873 году был произведён в генерал-лейтенанты, затем состоял при Его Императорском Высочестве главнокомандующем войсками гвардии и Петербургского военного округа, до 1880 года в распоряжении, а с 1881 года для особых поручении. С 1888 года занимал пост помощника Его Императорского Высочества главнокомандующего войсками гвардии и Петербургского военного округа; 22 августа 1901 года за долголетнюю службу пожалован знаком отличия беспорочной службы за L лет. 
Умер 13 (26) сентября 1913 года от нефрита в Висбадене, где и был похоронен рядом с отцом.

## Военные чины
- Прапорщик (10.08.1844)[3]
- Подпоручик (06.12.1845)
- Поручик (06.12.1847)
- Штабс-капитан (06.12.1849)
- Капитан (11.04.1854)
- Полковник (11.12.1855)
- Флигель-адъютант (1859)
- Генерал-майор (17.04.1863)
- Генерал-лейтенант (30.08.1863)
- Генерал от инфантерии (30.08.1889)

- Орден Святого Станислава 2-й ст. (1858)[3]
- Орден Святого Владимира 3-й ст. (1863)
- Орден Святого Станислава 1-й ст. (1867)
- Орден Святой Анны 1-й ст. (1870)
- Орден Святого Владимира 2-й ст. (1878)
- Орден Белого Орла (1883)
- Золотая табакерка с вензелем Имени Его Величества, бриллиантами украшенная (1888)
- Орден Святого Александра Невского (1891)
- Знак отличия за XL лет беспорочной службы (1891)
- Алмазные знаки к Ордену Святого Александра Невского (1894)
- Знак отличия за L лет беспорочной службы (1901)
- Орден Святого Владимира 1-й ст. (1902)

иностранные:
- прусский Орден Красного Орла 2 ст. (1861)
- прусский Орден Красного Орла большой крест (1898)

## Семья
Жена (с 1862 года) — Мария Николаевна Толстая (21.11.1837—18.12.1906), дочь генерала Н. М. Толстого и правнучка М. И. Кутузова. Крещёна была 24 ноября 1837 года в Исаакиевском соборе, крестница великого князя Михаила Павловича и фрейлины А. М. Толстой; фрейлина двора (23.04.1855). Умерла в Ницце от паралича сердца, похоронена там же на православном кладбище. 
Дети:
- Николай (1863—1918), харьковский губернский предводитель дворянства, расстрелян.
- Алексей (1865—1932), эмигрировал после смерти матери. Жил в США.
- Александр (1869—1918), расстрелян[7]. Его жена — Екатерина Алексеевна(урожд. Татищева, 1884—1973, Франция), дочь А.Н.Татищева. Их дети: Александр (1904—1981), Борис (1909—1987), Мария (1907—1992) и Михаил (1913—2000). В сентябре 1918 года Екатерина Алексеевна с детьми и своей матерью покинули Россию[8].
- Мария (1874—?), фрейлина двора, жена полковника Николая Николаевича Мансурова (расстрелян в 1918 вместе с братьями жены — Николаем и Александром)[9]. Их дочь — Екатерина Николаевна Мансурова (в замуж. Четверикова)[10][11].